# Diviš Bořek z Miletínka

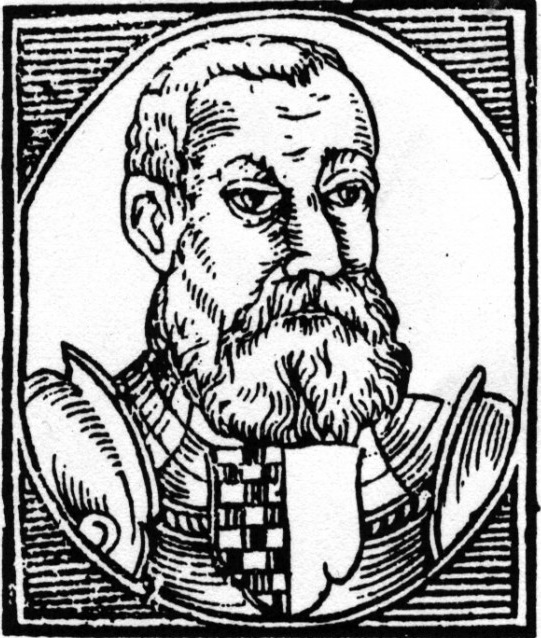

Diviš Bořek z Miletínka (auch in der deutschen Namensform Diwisch Borek von Miletin) († 1437) war Feldhauptmann der Hussiten in Ost- und Mittelböhmen.
Nach der Verbrennung von Jan Hus in Konstanz schloss sich der arme Landedelmann der Hussitenbewegung an. Der ursprünglich radikale Hussitenführer und Mitkämpfer des Jan Žižka wechselte später zu den Gemäßigten und wurde selbst Gegner der radikalen Taboriten.
1420 eroberte er mit dem Priester Ambros Königgrätz. 1421, nach der Eroberung und Plünderung des Benediktinerklosters Opatovice in Ostböhmen, beschlagnahmte er dessen Ländereien und baute bis 1423 eine kleinere Burg auf dem Kunietitzer Berg, die er nach dem Berg benannte.
Im Juni und Juli 1423 führte er gemeinsam mit Bedřich ze Strážnice einen Feldzug nach Mähren an, in dem sie die Heere des Olmützer Bischofs Johann XII. der Eiserne und des Fürsten von Troppau, Přemek, schlugen. Nach seiner Rückkehr nach Böhmen wurden die Heere der Hussiten bei Strážnice in der Nähe von Königgrätz von an sich verbündeten Heeren des Jan Žižka angegriffen, geschlagen und die in Mähren reichlich eroberte Beute abgenommen.
In den Folgejahren führte er Eroberungszüge nach Ostböhmen und wurde Hauptmann in Chrudim und Leitomischl. 1427 unterstützte er als Hauptmann von Kolín die gemäßigten Kelchbrüder (Kalixtiner) und bewirtete deren Delegation, die bei dieser Sitzung den Angriff auf Prag beschloss. Dieser Plan wurde jedoch verraten und das Heer massakriert. Im Gegenzug zog Andreas Prokop mit seinem Heer nach Kolin und belagerte es. Diwisch konnte die Verteidigung drei Monate lang aufrechterhalten, bis die arme Bevölkerung der Stadt, die mit den radikalen Hussiten sympathisierte, ihn zur Aufgabe zwangen. Diwisch einigte sich mit den Belagerern auf die Übergabe der Stadt gegen freies Geleit.
In den Folgejahren war er eine der führenden Persönlichkeiten der gemäßigten Hussiten und stand in der vordersten Front der vereinigten Heere der Katholiken unter der Führung des Königs Sigismund von Luxemburg und der Kelchbrüder bei der Schlacht von Lipan am 30. Mai 1434, bei denen er die Heere der Waisen und Taboriten schlug. Als Entlohnung für seine treuen Dienste erhielt er endgültig die Ländereien von Kunětická Hora sowie weitere Gebiete. 1436 kaufte er noch Pardubitz hinzu.
Seine Teilnahme an den Hussitenkriegen brachte ihm ein großes Vermögen ein. Nachdem das Erbe des reichsten Mannes in Ostböhmen nach seinem Tod unter seinen Söhnen aufgeteilt worden war, ging es ebenso schnell wieder verloren.
| Personendaten    | Personendaten                                       |
| ---------------- | --------------------------------------------------- |
| NAME             | Diviš Bořek z Miletínka                             |
| ALTERNATIVNAMEN  | Diwisch Borek von Miletin                           |
| KURZBESCHREIBUNG | Feldhauptmann der Hussiten in Ost- und Mittelböhmen |
| GEBURTSDATUM     | 14. Jahrhundert                                     |
| STERBEDATUM      | 1437                                                |